# Zlatá Olešnice (kraj hradecki)
Zlatá Olešnice – gmina w Czechach, w powiecie Trutnov, w kraju hradeckim. Według danych z dnia 1 stycznia 2013 liczyła 191 mieszkańców.